# Dragon Nest
Dragon Nest (укр. Гніздо Дракона) —  багатокористувацька онлайн гра в жанрі (MMORPG), розроблена компанією EYEDENTITY GAMES. Гра використовує систему нон-таргет, яка забезпечує повний контроль гравця над діями персонажа.

## Сюжет
Гра має кілька стартових сюжетних ліній: якщо ви граєте ассасіном, лучницею, калі або воїном, ви потрапляєте в місто «Зелена застава», а якщо кліриком, механіком, лансером або чарівницею — в «Сніговий хребет». У першому випадку сюжетні дії починаються, коли на ваших очах викрадають молоду дівчину на ім'я Роузі. Знищивши всіх монстрів, ви рятуєте її молодшу сестру Лілі, а Роузі тим часом уже викрали монстри. Потрапивши в Зелену заставу, ви отримуєте безліч різних місій, в яких неодноразово намагаєтеся звільнити цю дівчину з полону.

## Класи
В грі, ви не можете вибрати стать свого персонажа, лише клас.

### Початкові класи
- Воїн (чол.) — наступальний клас, що спеціалізується на ближньому бою. Володіє широким спектром умінь, щоб наносити багато шкоди і комбінувати здібності. У бою використовує меч, молот або сокиру.
- Лучниця (жін.) — клас, що спеціалізується на нанесенні шкоди на відстані. Може використовувати арбалет, довгий або короткий лук. У ближньому бою використовує серії ударів ногою.
- Чарівниця (жін.) — магічний клас, який наносить найбільше шкоди, проте, в неї мало захисту. Чарівниця володіє невеликим радіусом атаки, проте у них більш широка ділянка ураження, ніж у лучниць. Особливістю класу є широкий спектр масових атак. У бою використовує посох, а також гримуар, ляльку або сферу.
- Клірик (чол.) — гібридний клас, який спеціалізується на ближньому бою, але має в своєму арсеналі магічні атаки і оборонні заклинання. Основна спеціалізація класу: підсилюючі та лікуючі заклинання. У бою використовує булаву, ланцюг або жезл.
- Механік (жін.) — гібридний клас, який спеціалізується на магії і технології. Користується гарматою або бластером.
- Калі (жін.) — гібридний клас, вражаюче гнучка і спритна, володіє особливою магією призову духів, які захищають свою господиню та її союзників. Вона кружляє  по полю битви, немов танцює. Але будьте обережні, тому що цей танець смертельний. Використовує віяла або диски.
- Ассасин (чол.) — гібридний клас. Небезпечний і смертоносний противник в ближньому бою, вміло управляється з чакрами і зброєю. Володіє високою швидкістю і спритністю. Крім того завдяки новій унікальній механіці деякі його вміння можна використовувати кілька разів поспіль, не чекаючи відновлення, що дозволяє нарощувати темп битви. Використовує кинджал або ятаган.
- Лансія (жін.) — Лансія стрімко нападає, не залишаючи ворогам шансів стримати її натиск. Впевнено почуває себе в ближньому бою. Найбільш успішно справляється з великими групами ворогів. В бою використовує спис.

## Локалізація
2 листопада 2007 року компанія Nexon, друга за розміром в Кореї розробник/видавець ігор оголосила, що саме вона буде видавцем Dragon Nest. Було оголошено, що закритий бета-тест гри почнеться в середині 2008 року. Запуск гри був надовго відкладений, бета-тест почався лише восени 2009 року. Офіційний реліз Dragon Nest в Кореї відбувся в березні 2010 року.
У грудні 2007 року компанія Shanda, провідний видавець ігор у Китаї, оголосила про те, що буде видавати китайську версію гри. Китайський закритий бета-тест розпочався 25 березня 2010 року, в тому ж році відбувся реліз китайської версії.
21 січня 2008 компанія NHN Japan оголосила про видання гри японською мовою. 4 березня 2010 року були оголошені імена акторів, які взяли участь в японській озвучці гри. Головною музичною темою японської версії гри стала пісня Ever, виконана відомим японським виконавцем Gackt. Також було оголошено, що японське бета-тестування розпочнеться 17 квітня 2010.

### Північна Америка
У 2009 році компанія Nexon America оголосила про видання гри в Північній Америці. Спочатку було оголошено про запуск американської версії гри в середині 2010 року, однак цього так і не відбулося. Пізніше компанія пообіцяла запустити гру влітку 2011 року..

### Росія
Локалізацією на російську мову займається холдинг Mail.ru Group. Закритий альфа тест розпочався 28 серпня 2012 року, закритий бета тест розпочався 5 вересня 2012. Відкритий бета тест почався 26 вересня 2012 року.